# القلاوات
قرية القلاوات هي إحدى القرى التابعة لمركز كوم حمادة في محافظة البحيرة في جمهورية مصر العربية. حسب إحصاءات سنة 2006، بلغ إجمالي السكان في القلاوات 2580 نسمة، منهم 1349 رجل و1231 امرأة.

## التاريخ
قرية القلاوات من النواحي القديمة، حيث كانت هناك قريتان متجاورتان اسمهما «قلاوة بني عبيد» و«قلاوة ميسنا»، وردت قلاوة بني عبيد في قوانين ابن مماتي وفي تحفة الإرشاد من أعمال حوف رمسيس، ووردت قلاوة ميسنا في التحفة السنية لابن الجيعان في أعمال البحيرة، وفي تاريخ سنة 1228هـ/1813م تم ضمّ الناحيتين باسم «القلاوات».